# 都市及び地方計画
都市及び地方計画（としおよびちほうけいかく、Urban and Regional PlanningもしくはTown and Country Planning）は、都市計画及び地方計画（地域計画や国土計画）を組み合わせた造語。
"技術士建設部門 都市及び地方計画”などとして使用され、都市計画と地方計画を合わせた用法は「"地方計画及都市計画"法案」など、度々使用されている。
en:Town and Country Planning Act 1947を「イギリス都市及び地方計画法」と訳され、Urban and Regional Planningは、日本の大学英表記だけでなく、海外の大学の専攻名でもみられる
。
日本都市計画学会と計画行政学会、日本造園学会が連携して、都市・地域計画分野の発展ならびに研究成果の効果的な情報発信に寄与すべく、2014年4月に創刊された英文電子ジャーナル『URPR』はUrban and Regional Planning Reviewの略である。
都市計画の語は1912年以降に関一にTown Planningを指す翻訳語として用いられて以降に定着。一方で地方計画は、1923年に飯沼一省によってRegional Planningを地方計画と翻訳して日本に紹介された。そして、内務省の中で都市計画から発展した形で模索されていた。
類似の語に都市地域計画があり、大学や民間の研究室や講義名では、都市地域計画などが使用されている。